# Портианон
Портиано́н (греч. Πορτιανόν) — деревня в Греции, на острове Лемнос в Эгейском море. Расположена на высоте 30 м над уровнем моря, к западу от Мудроса и к востоку от города Мирина. Площадь 4,699 км². Население 314 человек по переписи 2011 года.

## История
К востоку от Портианона в ноябре 1920 года на полуострове Калоераки на берегу бухты Мудрос был размещён Кубанский корпус под  командованием генерала М. А. Фостикова в количестве не менее 10—12 тысяч человек. Впоследствии к нему присоединились донцы и терцы, которые прибыли на Лемнос в декабре 1920 года. В конце декабря 1921 года был создан второй лагерь — Донской, куда переселились терцы и астраханцы, на противоположной стороне бухты Мудрос в 2 км от города Мудрос. У лагеря Калоераки создано 1-е русское кладбище. На кладбище на полуострове Калоераки со времени эвакуации из Новороссийска по 4 сентября 1921 года было похоронено около 300 человек. В основном это старики и дети. Но умирали и взрослые казаки, не вынесшие всех тягот, обрушившихся на них.
В 1995 году открыт этнографический музей (Λαογραφικό Μουσείο Πορτιανού). Двухэтажное здание музея является типичным образцом местной архитектуры и внесено в список охраняемых памятников.

## Население
| Год  | Население, человек |
| ---- | ------------------ |
| 1991 | 243                |
| 2001 | 279                |
| 2011 | ↗ 314              |